# Pseudoregma gombakana
Pseudoregma gombakana är en insektsart. Pseudoregma gombakana ingår i släktet Pseudoregma och familjen långrörsbladlöss. Inga underarter finns listade i Catalogue of Life.